# Amtsgericht Langenfeld

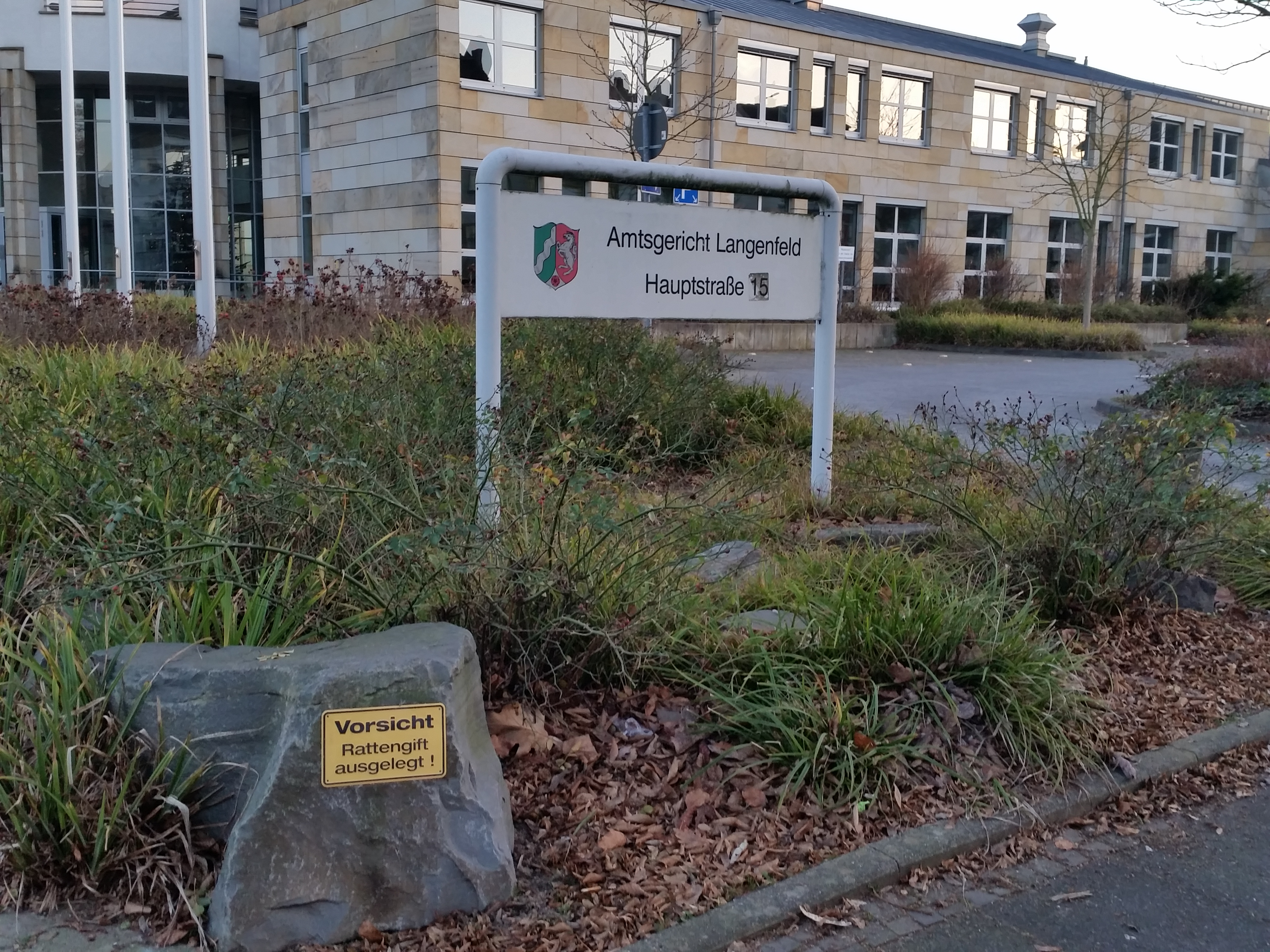
Amtsgericht Langenfeld, Januar 2017

Das Amtsgericht Langenfeld ist ein Gericht der ordentlichen Gerichtsbarkeit und eines von vier Amtsgerichten im Bezirk des Landgerichts Düsseldorf.

## Gerichtssitz und -bezirk
Sitz des Gerichts ist Langenfeld (Rheinland) in Nordrhein-Westfalen. Der Gerichtsbezirk umfasst die Gemeinden Hilden, Langenfeld (Rheinland) und Monheim am Rhein.

## Über- und nachgeordnete Gerichte
Dem Amtsgericht Langenfeld ist das Landgericht Düsseldorf übergeordnet. Zuständiges Oberlandesgericht ist das Oberlandesgericht Düsseldorf.